# Epocilla picturata
Epocilla picturata är en spindelart som beskrevs av Simon 1901. Epocilla picturata ingår i släktet Epocilla och familjen hoppspindlar. Inga underarter finns listade i Catalogue of Life.